# ماركتشتفت
ماركاشتفل (بالألمانية: Marktsteft) هي place with town rights and privileges و بلدة ألمانية تقع في ألمانيا في بافاريا.

## أعلام
- ألبرت كسلرنغ